# Jordi Vilasuso
Jordi Alejandro Vilasuso (Miami, 15 giugno 1981) è un attore statunitense.

## Biografia
Jordi Alejandro Vilasuso è nato il 15 giugno 1981 a Miami, da Frank e Ana Vilasuso. È cresciuto a Coral Gables, in Florida. Ha anche un fratello maggiore, Javier, e una sorella minore, Marianne. Ha frequentato la Ransom Everglades High School e successivamente il Glendale Community College di Glendale.

## Carriera
Ha iniziato a recitare nel 1995, nella serie TV Unsolved Mysteries. Nel 1996, ha interpretato Tommy in The Last Home Run. Nel 2000, è apparso in una puntata di Buffy l'ammazzavampiri e nel 2002 ha recitato in Indagini pericolose. Dal 2001 al 2003, ha interpretato Tony Santos nella soap opera Sentieri. Per la sua interpretazione, nel 2003 ha vinto un Daytime Emmy Award al miglior giovane interprete in una serie TV.
Nel 2005, ha recitato nei film Heights e The Lost City e in un episodio della serie Numb3rs. L'anno seguente, ha recitato in 28 episodi di Fashion House. Nel 2009, ha recitato in La linea e Ready or Not. Dal 2010 al 2011, ha interpretato Griffith Castilla nella soap opera La valle dei pini. Nel 2015, ha recitato nei film The Invitation di Karyn Kusama, Impatto pianeta Terra di Rex Piano e Circle di Aaron Hann e Mario Miscione. Dal 2016 al 2017 ha interpretato Dario Hernandez nella soap opera Il tempo della nostra vita. Dal 2018 al 2022 ha interpretato il personaggio di Rey Rosales nella soap opera Febbre d'amore.

## Vita privata
Il 25 agosto 2012 ha sposato l'attrice Kaitlin Riley a Islamorada in Florida. La coppia ha due figlie: Riley Grace, nata il 26 novembre 2012, e Everly Maeve nata il 15 luglio 2016. Il 9 aprile 2020, ha rivelato che lui e la sua famiglia hanno contratto il COVID-19.

## Filmografia

### Cinema
- The Last Home Run, regia di Bob Gosse (1996)
- Indagini pericolose (Angels Don't Sleep Here), regia di Paul Cade (2002)
- Heights, regia di Chris Terrio (2005)
- The Lost City, regia di Andy García (2005)
- La linea, regia di James Cotten (2009)
- Ready or Not, regia di Sean Doyle (2009)
- Taiheiyou no kiseki: Fokkusu to yobareta otoko, regia di Cellin Gluck e Hideyuki Hirayama (2011)
- Magic City Memoirs, regia di Aaron J. Salgado (2011)
- The Invitation, regia di Karyn Kusama (2015)
- Impatto pianeta Terra (Impact Earth), regia di Rex Piano (2015)
- Circle, regia di Aaron Hann e Mario Miscione (2015)
- Mafiosa, regia di Yusaku Mizoguchi (2016)
- Fiducia tradita (Below the Surface), regia di Damián Romay (2016)
- Altitude: Paura ad alta quota (Altitude), regia di Alex Merkin (2017)
- A Cowgirl's Story, regia di Timothy Armstrong (2017)
- Il mistero dell'isola (Killer Island), regia di Alyn Darnay (2018)
- Clyde Cooper, regia di Peter Daskaloff (2018)

### Televisione
- Unsolved Mysteries - serie TV, episodio 8x03 (1995)
- Buffy l'ammazzavampiri (Buffy the Vampire Slayer) - serie TV, 4x21 (2000)
- Sentieri (The Guiding Light) - serie TV, 9 episodi (2001-2003)
- No Place Like Home, regia di Scott Winant - film TV (2003)
- 8 semplici regole (8 Simple Rules) - serie TV, 2 episodi (2003-2004)
- Numb3rs - serie TV, episodio 2x05 (2005)
- Fashion House - serie TV, 28 episodi (2006
- CSI: Miami - serie TV, episodio 7x10 (2008)
- La valle dei pini (All My Children) - serie TV, 139 episodi (2010-2011)
- Parks and Recreation - serie TV, episodio 4x14 (2012)
- All My Children - serie TV, 10 episodi (2013)
- The Glades - serie TV, 5 episodi (2013)
- L'accordo (The Arrangement), regia di Kevin Bray - film TV (2013)
- Hoke, regia di Scott Frank - film TV (2014)
- South Beach - serie TV, 6 episodi (2015)
- Graceland - serie TV, 2 episodi (2015)
- Il tempo della nostra vita (Days of Our Lives) - serie TV, 113 episodi (2016-2017)
- L'inganno del dipinto (The Art of Murder), regia di Alex Merkin - film TV (2018)
- Ossessione Materna (Baby Obsession), regia di Ruth Du - film TV (2018)
- Febbre d'amore (The Young and the Restless) - serie TV, 404 episodi (2018-2022)

### Cortometraggi
- Rumbero, regia di Dean Altit (2007)
- Blind, regia di Ricardo Moreno (2008)
- The Abortion Technician, regia di Sean Delgado (2013)
- This Modern Man Is Beat, regia di Alex Merkin (2015)
- Dead Languages, regia di Nickolas Duarte (2018)
- Where the Sun Goes to Die, regia di Nickolas Duarte (2018)

## Riconoscimenti
- Daytime Emmy Award
  - 2002 - Candidatura al miglior giovane interprete per Sentieri
  - 2003 - Miglior giovane interprete per Sentieri
  - 2022 - Candidatura al miglior attore non protagonista in una serie drammatica per Febbre d'amore

## Doppiatori italiani
- Gianfranco Miranda in CSI: Miami
- Riccardo Rossi in The Glades